# お姉ちゃんの3乗
『お姉ちゃんの3乗』（おねえちゃんきゅーぶ）は、Marronより2003年7月25日に発売された18禁恋愛アドベンチャーゲーム作品およびこれを原作としたドラマCD作品である。

## 概要
通称『おねきゅー』。前作『秋桜の空に』以来ほぼ2年ぶりとなるMarronの第2作目であり、ブランドによる公称ジャンルは「甘やかされ系ADV」である。そのジャンル名の通り前作のメインヒロイン・桜橋涼香で開拓し人気を得たダダ甘・姉萌え路線を継承・発展させ、いわばそれに特化してしまった作品である。登場人物は主人公の姉にあたる人物が中心となっている。シナリオライター竹井10日が得意とするギャグの連発によるハイペースなストーリー展開も健在である。反面、システム面ではNScripterを採用したことにより独自エンジンだった前作ほど極端に目立ったバグはないものの全体的に動作が重くなってしまった。前作ほどの大当たりとはならなかったが、本作より約1か月前にきゃんでぃそふとからほぼ同じコンプセプト(攻略対象が全員姉といういわゆる姉ゲー)の『姉、ちゃんとしようよっ!』が発売されており、同作の影に隠れてしまったという面もある。また、前作のように長期シリーズ化こそしなかったもののドラマCDも発売された。こちらも前作同様に18禁ゲーム原作作品としては声優陣が非常に豪華である。
細部にちりばめられた各種のネタから、本作の舞台は前作と同じ奈々坂である ことが確認できる。

## あらすじ
クリスマスも近づいてきた12月のある日、ゼミの忘年会の幹事を任された大学生・有坂未空は、従姉で一緒に暮らしているほぼ姉・春崎七夏と1つ年上の幼馴染・鎌倉夢子と共に、会場について考えていたが、もう年末も間近に迫ったこの時期に、予約のとれる店は少なく、結局、何も案が出ないまま帰路につくことになる。そして、その夜、突如として発生した謎の歪みにより、七夏は、小柄で年下の様に見える姉・春崎小鴨と同い年くらいに見える態度がややきつい姉・春崎立夏、年上だが感情の起伏が激しい姉・春崎いりあの三人に分裂してしまった。
分裂に困惑している未空と三人の姉たちの元にやってきたのは、時空の歪みを調査しにやってきた悪魔のようにも見える妖精・デビル・デモニラ・デワーリルであった。分裂と妖精の登場により、未空の大学生活はさらに奇怪で愉快なものになっていく。
三人の姉＋その他の姉によるハイテンションギャグ甘やかされ系ADV。

## 登場人物
カッコ内の声優はドラマCD版での出演者である(原作は音声なし)。

有坂未空(ありさか みく、声・草尾毅)
主人公(名前変更は可能)。一ツ坂大学柔剣道同好会所属。先天的な白髪・赤眼。突飛な言動・思考をしたり、独特なネーミングセンス、実は剣術・八坂天剣桁を奥義クラスまで使いこなす桁違いの実力者であるなど前作の主人公新沢靖臣と共通点が多い。部屋は七夏が作った「お姉ちゃんグッズ」であふれている。
髪色や目の色から幼少期は奇異の目で見られており、それを馬鹿にすることがなかったタケルとは親友となった。突飛な言動や思考は、七夏の気を引くために始めたのとタケルからの影響であり、大学生時点では、既に半ば癖のようなもので無意識に行ってしまっている。
幼少期はタケルと共に八坂天剣を道場で教わっていたが、タケルの死後、師範である近衛出羽も亡くなり、それ以後は半ば惰性のような形で柔剣道同好会で剣を振っていた。その実力は疾風に異常と言わせるほどである。しかし、幼少期から通してタケルに敵うことはなかった。
七夏は知らないことであるが、死産してしまった実の姉・ヒカリがいる。
前世や現世、来世、来々世等で、小鴨、七夏、立夏、いりあと姉弟（現世のみ従姉弟）の関係であり、悲しい結末に終わった前世や来世、来々世等を見た大天使ヒカリにより、ヒカリの両翼と天使の輪を対価に現世に歪みを通じて彼女達は甦ることになった。
ひまわりのチャペルできみとでは雛梨の回想に登場。ブレイブユニットの22番（ダブルナンバー）、救世の騎士として登場。元天界軍総司令であり、ひまチャき世界の戦争においては全軍統括司令として指揮をとった。その時点ではあくまで人間であり、聖騎士化（クラスチェンジ）等は使用できないらしい。
春崎七夏(しゅんざき ななつ、声・久川綾)
未空の2つ年上の従姉弟だが、未空を一ツ坂大学に合格させるために2年間休学して未空の家庭教師をしていたため学年は未空と同じ。とにかく未空を甘やかすことで知られ、未空からは「ななねえ」と呼ばれている。「月刊姉弟愛」を愛読。今は未空と一つ屋根の下の日々だったが、時空の歪みに巻き込まれ小鴨・立夏・いりあの3人に分裂してしまった。
　大学生となった現在こそ、未空を甘やかすダダ甘お姉ちゃんではあるが、未空と初めて出会った頃は、親と離れて暮らす寂しさもあり、今ほど良好な関係ではなかった。
春崎小鴨(しゅんざき こがも、声・望月久代)
分裂姉その1。未空からは「かもねえ」と呼ばれている。子供風世話焼きなお姉ちゃん。
くちばしが開閉する物理法則を無視した鴨型のポシェットを愛用している。また、他の姉とは違い、アホ毛は存在せず、髪をまとめて束ねたポニーテイルである。
好物はリンゴであり、リンゴジュースやアップルティーなどとにかくリンゴが好きだが、その中でも、アップルパイが一番好きである。
人々が宇宙で暮らせるようになって少し経った頃、コロニーで弟の未空と共に暮らしていた。その世界では、七徳院という太陽系で一番権力を持つ機関が過ちを犯し、戦争が始まってしまったことで、父は戦死、母も戦争に巻き込まれ重体を負い、姉弟での生活を余儀なくされた。クリスマスの日に住んでいたコロニーにまで戦火が広がり、未空を庇い、小鴨が死んでしまった。それを哀れに思った大天使ヒカリにより、七夏に転生する。
ここで登場する七徳院と彼女がフラグをおられたらに登場するブレードフィールド公国の公国議会の七徳院の関連性は不明である。
春崎立夏(しゅんざき りっか、声・浅野真澄)
分裂姉その2。未空からは「なつねえ」と呼ばれている。同級生風ツッコミなお姉ちゃん。
ファミレスのウェイトレスのような服装に、腹回りに謎のポンポンと称される何かが付いており、度々、ウェイトレスのようだと言及されている。アホ毛は一本。
好物はたこ焼き。また、写真を撮ったことがなく、写真を撮るときに真ん中に映ると魂を抜かれるという迷信を本当に信じている。幽霊が苦手。
普段こそ、未空に冷たくあたるものの、未空が泣いたときには甘えさせる上、人前ではデレデレとしないものの、トイレの中などで照れている。
名家に肩を並べようとする野心家の娘に生まれたものの、生まれつき体が弱く、何の期待もされなかった。弟の未空が家を背負っていることを理解し、病弱な自身の見舞いに来てくれるのを心配していた。そんな折、未空と風見千歳との縁談が持ち上がり、結納が決まる。表面上は未空を祝福するも、繕いきれず、互いの気持ちを吐露し、湖で心中をしたのだった。それを哀れに思った大天使ヒカリにより、七夏に転生する。好物はこの頃の未空のお土産であり、服も未空が買ってきたものである。
春崎いりあ(しゅんざき いりあ、声・大谷育江)
分裂姉その3。未空からは「りあねえ」と呼ばれている。年上風甘やかされなお姉ちゃん。
大きな眼鏡に、二本のアホ毛が特徴。寝間着が透けたネグリジェのため、煽情的な雰囲気を漂わせる。
好物は巨峰大福である。また分裂した3人の中で一番料理が上手い。しかし、デザインの感性がズレていて、タコさんウィンナーがクラゲに見えるなど、見た目は不評。
普段から未空をとにかく甘やかす。よく泣き、逆に未空に甘えることも多い。
剣と魔法の世界で、西方に位置する豊かな水の都ティヴァリアでイリア・ウォータリングスは、弟のみくと暮らしていた。ティヴァリアは女尊男卑の国で、男性ならば貴族家系でも奴隷のように扱われる。イリアは、倒した敵の魂を取り込み強くなる魔導騎士システムにより、ティヴァリア一の騎士として名を馳せていた。しかし、新しい魔導騎士の運用に際し、みくがその魂の供給源になるということに納得できず、みくを逃がした。みくの行方が知れなくなってしばらくした後に、みくが見つかったという知らせを受け、みくがいるという修道院へ行ったが、義手義足で髪も白く変わってしまった、変わり果てた弟がそこに居り、そのままイリアに看取られるように亡くなってしまった。それを哀れに思った大天使ヒカリにより、七夏に転生する。
なお、このイリア・ウォータリングスは東京皇帝☆北条恋歌にて、主人公・一斗の機動魔法兵の訓練担当として登場している。
デビル・デモニラ・デワーリル(声・金田朋子)
通称「デビル」「デビすけ」など。身長約15cmで、一見悪魔に見えなくもない見た目と名前だがれっきとした妖精。時空の歪みの調査のために妖精界から未空の元へと現れた。年齢は、10万12歳で一応「姉」である。栗が大好物。
「世界の調和を維持する会」によって派遣されており、時空の歪みを調べる時空歪み判定装置「孫時空」を使い、歪みを調査し、3人に分裂した七夏を戻す方法を探す。
火を吐く、相手を透明にする、前世を占うなどの力を使うことができる。
大天使ヒカリが両翼と天使の輪を失い、記憶と地位を失って、悪魔のような姿になった存在。そして、未空の死産した姉・ヒカリでもある。また、大天使ヒカリとしては様々なことをしており、その一つが、ひまわりのチャペルできみとにて百寺雛梨の持つ「大天使ヒカリの盾」の制作など。
鎌倉夢子(かまくら ゆんこ、声・田村ゆかり)
未空の1つ年上の幼馴染だが、入試で豪雪に埋もれて迷子になり浪人したため学年は未空と同じ。キューブリックさんが好きで、その名前と趣味から未空からは「ドリ子」と呼ばれている。妙な三段活用をするしゃべり方をし、たまに未空につっこまれる。親は獣医師、祖母は奈々坂学園(前作の舞台)家庭科教師である。
スタイルが悪いことや、半分尻が見えているホットパンツのことを度々ネタにされている。また、腰にはキューブリックさんのバッジを付けている。
タケルが存命中に、未空から告白を受けるが、タケルが未空を好きだったことを知っていたため、自身も未空のことが好きであったが断った過去を持つ。
奈乃菜レモン(なのな れもん、声・こおろぎさとみ)
一ツ坂大学柔剣道同好会会長で合気道の達人。普段は袴姿の金髪ハーフで、他人を呼ぶときは「屋さん」と語尾につける。普段はどちらかというとおとなしい。
権田原疾風(ごんだわら はやて、声・関俊彦)
一ツ坂大学柔剣道同好会所属。未空からは「ゴン太」と呼ばれており、未空以外では唯一メインで登場する男性キャラ(立ち絵があるのも彼のみ)だが、いまいち影が薄い。他人を呼ぶときは苗字の後ろに「選手」とつける。常に鬼傑覇道柔術の極意、鬼然の構えをとっている。
鎌倉タケル(声・堀江由衣)
一応、フリルドレスを着ている正体不明の人物とされているが、ドラマCD版で堀江由衣が起用されていることからある程度人物像を推測できる。ドラマCD版では初登場時から正体が明かされていた。未空より1日だけ早く生まれているが、それでも七夏に言わせれば「姉」であるらしい。
シスタンリー・キューブリックさん
作中世界で大人気中のファンシーグッズのキャラクターの販促用着ぐるみ。ドラマCD版には登場しない。実は着ぐるみの中に入っているのは『秋桜の空に』に登場するある人物である(作中では名前は明かされていないが、口調でバレバレである)。その人物はある場所で背景にもさりげなく登場していたりもする。映画監督のスタンリー・キューブリックが名前の元ネタである。

## 主題歌
『キューブ de おねえちゃん』は「姉ゲーソングの傑作」として人気がある。
- OPテーマ 『キューブ de おねえちゃん』 作詞・竹井10日、作曲・らいと、歌・海原エレナ・鳥居花音・日向裕羅
- EDテーマ 『ヒカリ』 作詞・竹井10日、作曲・らいと、歌・海原エレナ、コーラス：鳥居花音＆日向裕羅

オリジナルの他、アレンジバージョンが3種類ある。
- - 『ヒカリ ～ANGEL HEART ver～』 歌・海原エレナ
  - 『ヒカリ ～ANGEL HALO ver～』 歌・鳥居花音
  - 『ヒカリ ～ANGEL WING ver～』 歌・日向裕羅

## スタッフ
- 企画・シナリオ 竹井10日
- 原画 つくし
- 音楽 らいと
- 背景・SDキャラ すめらぎこう
- 販売 ホビボックス株式会社

## ドラマCD
- ドラマCD お姉ちゃんの3乗(2004年4月30日発売、品番・HBDC-008)

サイトロンディスクが制作、HOBiRECORDSが販売。『ドラマCD 秋桜の空に』と同じく、原作者の竹井10日が自ら脚本・演出を手がけている。キャラクターデザイン・ジャケットイラストはみやま零によって新たに描きおこされた。主題歌は分裂姉3人役の望月久代・浅野真澄・大谷育江による『キューブ de おねえちゃん』のカバーバージョンで、オリジナルにはない2番が追加されたフルバージョンとなっている。